# Crodegango de Métis
Crodegango de Métis, (Hesbaye (Bélgica moderna), c.712 - Métis, 6 de março de  766), foi um político e religioso franco e santo da Igreja Católica. Ele é um dos atores do renascimento carolíngio, bispo e arcebispo de Métis.
Também foi chamado de Chrodegand, Godegrand, Gundigran, Ratgang, Rodigang, Sirigang, Chrodegangus, Chrotgandus, Rotgandus, entre outros. Após uma reforma, a diocese de Métis adotou o nome Crodegango.

## Biografia
Crodegango era de origem nobre: filho de Sígramo e de Landrada de Hesbaye, sendo assim da dinastia robertina. Fez os seus estudos na abadia beneditina de Saint-Trond e fez parte da corte de Carlos Martel, onde foi seu secretário, chanceler em 732 e em 737 primeiro-ministro. Continuou a sua carreira na corte de Pepino, o Breve.
Crodegango foi nomeado bispo de Métis, capital da Austrásia, em outubro de 742. Como ainda era leigo, foi ordenado diácono, presbítero e bispo. Ele também manteve seu cargo político.
Fundou a abadia de Gorze, perto de Métis, e permaneceu seu amigo e protetor. Também estabeleceu a Abadia de São Pedro, no Mouselle, e fez muito por Gengenbach e Lorsch. Para esta última, teria obtido as relíquias de São Nazário, e para Gorze, as de São Gorgônio.
Bispo Crodegango empreendeu uma profunda reforma no clero. Contribui para o desenvolvimento dos mosteiros. Em Métis, formou uma comunidade de cânones que ele acostumou a viver num claustro, segundo uma regra, em parte, inspirada pela regra de São Bento, composta de trinta e quatro capítulos. Os clérigos que viviam de acordo com este cânone passaram a ser chamados de cônegos. Sua Regula Canonicorum foi adotada por outras dioceses e estendida por Carlos Magno a todos os padres, que eram obrigados a ser monges ou cônegos. As regras foram incorporadas aos estatutos do concílio de Aachen em 816 e uma tradução para o inglês antigo foi escrita por volta de 1000.
Como embaixador de Pepino junto ao Papa Estêvão II, enviado em 753, Codregando esteve diretamente envolvido em diversos acontecimentos: acompanhou o papa a Ponthieu, a derrota dos lombardos na Itália, a transição do exarcado de Ravena e outros territórios para a Igreja e a coroação do próprio Pepino, ocorrida em 754.
Após a morte de Bonifácio de Mainz, Estevão II concedeu a Codregando o pálio e o título pessoal de arcebispo, sem elevar a sé. Assumiu a liderança do movimento reformista do episcopado franco e exerceu influência preponderante nos sínodos de Ver (755), Compiègne (757) e Attigny (762). É reconhecido como um dos principais nomes do renascimento carolíngio.
Por iniciativa de Codregando, foram introduzidos em Métis o rito romano e o canto, cujo repertório regressou a Roma enriquecido por composições galicanas e de lá se espalhou pela Europa. A “schola cantorum” de Métis foi renovada e a sua fama perdurou durante séculos. Seria o ancestral do canto gregoriano. Ainda estabeleceu a Liga de Attigny, uma confraria de oração, em 762.

## Santo
Enquanto santo católico, o dia de festa de São Codregando é celebrado a 6 de março. Tanto na Ordem dos Cônegos Regulares de Santo Agostinho quanto em sua antiga sé, sua memória é celebrada a 3 de outubro. Paulo, o Diácono, escreveu sobre a história de sua vida.
Foi sepultado na abadia de Gorze e, posteriormente, suas relíquias foram levadas para a abadia de São Sinfório, por questões de segurança. Lá elas foram preservados até à Revolução, onde eles foram dispersas. Ainda resta parte de suas relíquias na catedral.
A única igreja diocesana dedicada a São Codregando é a de Althorn, na região de Pays de Bitche.